# Прыг-Скок
«Прыг-Скок», «Лягушо́нок» или «Гоп-Фрог» (оригинальное название «Прыг-Скок, или Восемь скованных орангутанов» (англ. Hop-Frog; Or, the Eight Chained Ourangoutangs)) — рассказ Эдгара Аллана По в жанре хоррор, опубликованный 17 марта 1849 года в бостонской газете «The Flag of Our Union». Историческая основа рассказа — «Бал объятых пламенем» в правление короля Франции Карла VI Безумного.

## Сюжет
В одном государстве жил король, который любил шутить. Поэтому все его семь министров были известными шутниками. Но был у короля и настоящий карлик-шут, которого все называли Лягушонок. Лягушонка вместе с девушкой Трипеттой подарил королю один генерал. Однажды король решил устроить маскарад и поручил Лягушонку придумать гостям костюмы. Карлик успешно справился с этим заданием. Однако король и его министры хотели, чтобы Лягушонок придумал для них нечто особенное.
Желая в очередной раз повеселиться, король заставил карлика выпить бокал вина. Не удовлетворившись результатом, он наполнил и второй бокал. В этот момент Трипетта попыталась заступиться за своего друга, зная, что тот не выносит вино. Но король лишь оттолкнул девушку и выплеснул вино ей в лицо, рассчитывая этим рассмешить окружающих. В ответ он услышал лишь скрежет зубов Лягушонка.
Карлик успел отойти от действия вина и предложил королю и его свите нарядиться «орангутангами». Намазав дёгтем и обваляв в пеньке тирана и министров, Лягушонок обвязал их цепью. В назначенное время восемь скованных «орангутангов» ворвались в зал и стали пугать гостей. В то время, когда они оказались в центре залы прямо под люстрой, они были подвешены карликом на цепи, свисающей с потолка. При помощи факела Лягушонок поджег обидчиков и со словами «я шут — и это моя последняя шутка» скрылся через люк в потолке. Никто больше не видел Лягушонка и Трипетту.

## Переводы и публикации
Впервые напечатан в газете The Flag of Our Union (Бостон, 1849, 17 марта), под названием «Прыг-Скок, или Восемь скованных орангутанов». На русском языке — в книге По Э. «Повести, рассказы, критические этюды и мысли» (М., 1885), под названием «Гоп-Фрог».

### Существующие переводы
Н. Галь (Лягушонок)
В. Рогов (Прыг-скок)
Р. Гальперина (Лягушонок)
М. Энгельгардт (Лягушонок)
К. Бальмонт (Гоп-фрог)

## Адаптации
- Прыг-скок (1910), Франция, реж.  Анри Дефонтен. Короткометражный фильм.
- Маска красной смерти (1964), США, реж. Роджер Корман. Фильм, основанный на другом рассказе По, содержит в качестве подсюжета и сюжет «Прыг-Скока».
- Hop-Frog (2013), Италия, реж. Россо Р. Фиорентино. Короткометражный фильм.